# Igreja de São Quintino
A Igreja de São Quintino ou Igreja de Nossa Senhora da Piedade fica na freguesia de Santo Quintino, no município de Sobral de Monte Agraço, a 40 Km noroeste de Lisboa.
Em 1520, D. Manuel manda reedificar ou construir de raiz a igreja de São Quintino; 1530 encontra-se inscrito em 2 cartelas nas pilastras do portal principal e 1532 é a data da conclusão da capela lateral Sul, data inscrita no pedestal da imagem de São Quintino.
Construída em estilo manuelino, terão sido os Francos que inicialmente trouxeram a devoção do São Quintino. Supõe-se que a documentação relativa a São Quintino se terá perdido aquando do terramoto de Lisboa de 1755.
A Igreja de São Quintino está classificada como Monumento Nacional desde 1910.